# Jardin Arnaud Beltrame
Jardin Arnaud Beltrame är en park i Quartier du Marais i Paris 3:e arrondissement. Parken är uppkallad efter Arnaud Beltrame (1973–2018), officer i det franska gendarmeriet. Han mördades efter att frivilligt ha erbjudit sig att ersätta en gisslan i samband med terrorattacken i Carcassone den 23 mars 2018.
Parkens ingång är belägen vid Rue de Béarn 12. I Jardin Arnaud Beltrame växer italienska alar, vinhallon, småbladig syren och surkörsbär.

## Omgivningar
- Allée Arnaud Beltrame
- Saint-Denys-du-Saint-Sacrement
- Saint-Gervais-Saint-Protais
- Place des Vosges

## Bilder
| - Arnaud Beltrame. - Saint-Denys-du-Saint-Sacrement. - Saint-Gervais-Saint-Protais. - Place des Vosges. |

## Kommunikationer
- Tunnelbana – linje  – Chemin Vert
- Busshållplats Tournelles – Saint-Gilles – Paris bussnät, linje 29